# Michèle George

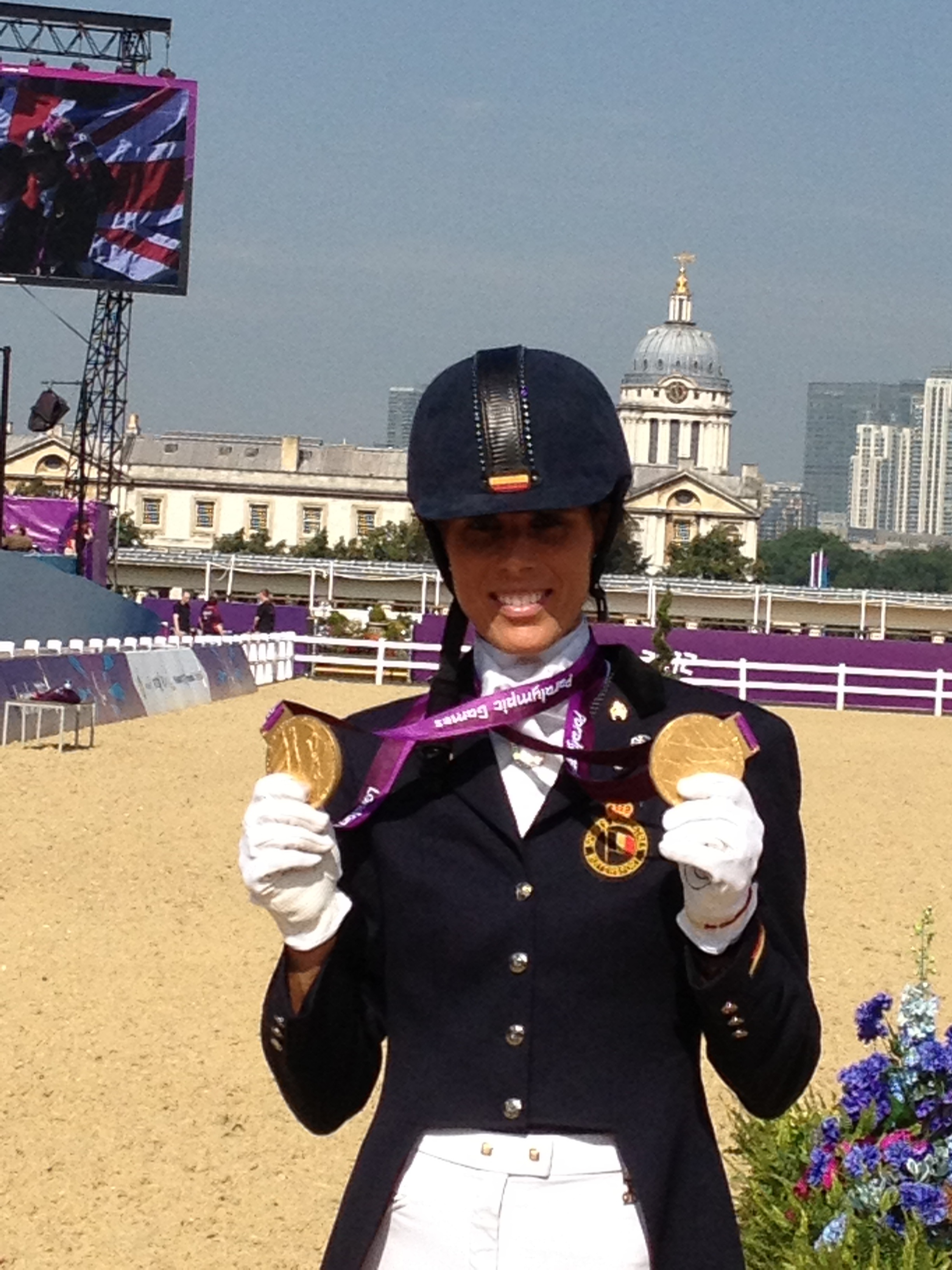
Michèle George, 2012

Michèle George (* 2. Januar 1974 in Ostende) ist eine belgische Reiterin im Behindertenreitsport. Sie begann 1982 mit dem Reiten. In Folge eines Reitunfalls zeigten sich Lähmungserscheinungen im linken Bein.

## Laufbahn mit Rainman
Ihren ersten großen Erfolg feierte Michèle George mit dem 2002 geborenen Württemberger Fuchs-Wallach Rainman bei der Para-Europameisterschaft 2009 in Kristiansand, Norwegen, wo sie im Einzel und mit der Equipe jeweils den 2. Platz erreichte. Mit Rainman startete sie in der Kategorie IV im Behindertenreitsport. Bei den Weltreiterspielen 2010 in Lexington, USA, wurde sie mit Raiman Vizeweltmeisterin in der Kür.
Bei den Sommerparalympics 2012 in London gewann sie mit Raiman sowohl im Einzel Championshiptest als auch in der Kür die Goldmedaille, indem sie die britische Favoritin Sophie Wells und dem Niederländer Frank Hosmar auf die Plätze verwies.
Bei den Weltreiterspielen 2014 in Frankreich gewann sie in den gleichen Disziplinen wiederum mit dem damals 12-jährigen Wallach Rainman zwei Goldmedaillen in der Kür und im Einzel Championshiptest und wurde auf diese Weise  Doppelweltmeisterin.
2016 konnte sie zusammen mit Rainman die Goldmedaille in der Kür bei den Paralympischen Sommerspielen in Rio de Janeiro  verteidigen. Im Einzel Championshiptest konnte das Paar die Silbermedaille erringen.
Nach den Paralympischen Spielen in Rio gab sie ihr Pferd Rainman an ihre Tochter Camille Vangheluwe weiter, die Belgien bei den Junioren-Europameisterschaften vertrat. Raiman wurde 2019 aus dem Sport verabschiedet.

## Weitere Laufbahn
Im Jahr 2019 fand George im Stall von Isabell Werth Stall die damals 9-jährige braune Hannoveraner Stute Best of 8. Mit Best of 8 startet George im Grade V im Behindertenreitsport.
Im August 2019 gewann das Paar zwei Bronzemedaille bei der Europameisterschaft in Rotterdam in den Niederlanden.
2012 erhielt George den Mérite wallon. George lebt in Waregem und hat zwei Kinder.